# Droga wojewódzka 819
Die Droga wojewódzka 819 (DW 819) ist eine 70 Kilometer lange Droga wojewódzka (Woiwodschaftsstraße) in der polnischen Woiwodschaft Lublin, die Parczew mit Wola Uhruska verbindet. Die Strecke liegt im Powiat Parczewski, im Powiat Włodawski und im Powiat Chełmski.

## Streckenverlauf
Woiwodschaft Lublin, Powiat Parczewski
-  Parczew (DW 813, DW 815)
- Siedliki
- Stępków
- Dębowa Kłoda
- Uhnin
-  Sosnowica (DW 813, DW 815)
- Pasieka
- Pieszowola

Woiwodschaft Lublin, Powiat Włodawski
- Wołoskowola
- Stary Brus
-  Kołacze (DK 82)
- Hańsk Pierwszy
- Rudka Łowiecka

Woiwodschaft Lublin, Powiat Chełmski
-  Łowcza (DW 812)
- Tomaszówka

Woiwodschaft Lublin, Powiat Włodawski
- Piaski
- Mszanna
- Mszanka
- Nadbużanka
-  Wola Uhruska (DW 816)